# La Gorra
La Gorra es una película de drama basada en hechos reales dirigida por Andrés Lozano Pineda y estrenada en el año 2008. Está protagonizada por personas en riesgo de exclusión social y narra el conflicto entre dos pandillas originado por el robo de una gorra. Fue grabada en la ciudad de Dosquebradas, Colombia.

## Argumento
Michael es un joven pereirano que volviendo de la escuela se encuentra a unos hombres que le roban una gorra amarilla que portaba en ese momento, el protagonista avisa a su hermano mayor Johan de lo acontecido y este decide ir en busca de la gorra de su hermano menor. En un intento frustrado por recuperar el objeto robado Johan muere en una balacera formada fruto de una discusión con los usurpadores.
Tras la muerte de su hermano, Michael se une a una de las pandillas del barrio y forma una guerra entre bandas de la zona. La sed de venganza y el hacerse con el control del lugar hacen que Michael se vuelva líder de la pandilla y sea una de las caras visibles del conflicto. Fruto de este enfrentamiento nace el famoso hecho de los "piernas cruzadas", una alianza entre las mujeres de estos pandilleros que se negaron a mantener relaciones sexuales con sus respectivas parejas hasta que no se firmase la paz.
Como consecuencia del conflicto Michael es asesinado junto a su esposa en el momento en el que se enteró de que iba a ser padre. Su muerte está marcada por una frase y un gesto, en el instante de ser disparado el asesino le pronuncia la frase: "tome su gorra" y le lanza la gorra amarilla que le habían robado años antes y que dio inicio al conflicto.

## Reparto
| Director | Andrés Lozano Pineda |
| -------- | -------------------- |
| Guion    | Lupe Ocampo          |
| Cámara   | Julián Patiño        |

| Personajes       |
| ---------------- |
| Diego Yances     |
| Dayana Abad      |
| Johnatan Morales |
| Alejandro Rojas  |
| Rodrigo Ramírez  |
| Alejandra Orozco |

## Lanzamiento
Estreno
Fue estrenada en el año 2008. Tuvo un éxito rotundo y grandes controversias por su forma de distribución. Se le conoce como la película que le ganó a la piratería porque fue distribuida principalmente de forma pirata. Su productor Andrés Pineda decidió no estrenarla en salas de cine ni en grandes almacenes, sino que se podía encontrar en las ventas ambulantes, semáforos y gasolineras.

## Recepción
Comercial
En una entrevista con los productores de la película afirman que no tuvieron ningún tipo de beneficio económico, principalmente debido a la propia distribución que hacia casi imposible el obtener beneficios.
Crítica
Fue recibida por la crítica de forma excepcional debido a su profundidad cinematográfica pese a los prácticamente inexistentes recursos económicos para su producción. Además, la concepción de estar basada en hechos reales y narrar lo que acontecía en los barrios marginales de la Colombia profunda hizo que tuviera un boom en su lanzamiento.